# Joseph Epes Brown
Joseph Epes Brown (Ridgefield, 9 settembre 1920 – Stevensville, 19 settembre 2000) è stato un antropologo e storico delle religioni statunitense, la cui dedizione, durata tutta la vita, allo studio delle tradizioni dei Nativi americani contribuì a portare tale disciplina nel campo dell'istruzione superiore.
La sua opera seminale fu un libro intitolato La sacra pipa (The Sacred Pipe), un resoconto delle sue conversazioni con l'uomo sacro lakota Alce Nero, a proposito dei riti religiosi del suo popolo.

## Biografia
Nato a Ridgefield (Connecticut) il 9 settembre 1920, Brown studiò all'Haverford College dove conseguì la laurea di primo grado. Proseguì gli studi all'Università di Stanford e all'Università di Stoccolma, ottenendo una laurea in antropologia e un Ph.D. in storia delle religioni.
Il vivo interesse di Brown per le tradizioni dei Nativi americani lo spinse a cercare Alce Nero, che aveva già raccontato la storia della sua vita nel libro Alce Nero parla (Black Elk Speaks) curato da John Neihardt. Nel 1947, tre anni prima della morte di Alce Nero, Brown visse per un anno con l'uomo sacro dei Lakota Sioux, mentre registrava il suo resoconto dei "sette riti degli Oglala Sioux". Alce Nero aveva chiesto che il libro La sacra pipa fosse scritto affinché le credenze del suo popolo potessero essere preservate e comprese in modo più completo sia dai Nativi americani sia dal mondo in generale.
Brown fu uno dei fondatori del programma di studi nativi americani all'Università dell'Indiana  e un membro fondatore del Consiglio di amministrazione della Fondazione per gli studi tradizionali (istituita nel 1984). Insegnò all'Università del Montana, nel Dipartimento di studi religiosi, dal 1972 fino al suo ritiro nel 1989. Fu anche un assiduo collaboratore della rivista Studies in Comparative Religion con articoli sulla spiritualità dei Nativi americani.
Dopo una lunga battaglia con l'Alzheimer, morì nella sua casa di Stevensville (Montana), il 19 settembre 2000, all'età di 80 anni.

## Citazioni
(Peter Nabokov, Dipartimento delle arti e culture del mondo, UCLA.)
(Seyyed Hossein Nasr.)

## Opere
- The Sacred Pipe: Black Elk's Account of the Seven Rites of the Oglala Sioux, University of Oklahoma Press, 1989 (pubblicata originariamente nel 1953). Edizione italiana: La sacra pipa, trad. D. Tippett Andalò, Bompiani, 2005.
  - The Gift of the Sacred Pipe, curato e illustrato da Vera Louise Drysdale, University of Oklahoma Press, 1995.
- Animals of the Soul, Sacred Animals of the Oglala Sioux, Element Books Ltd, 1993.
- Teaching Spirits: Understanding Native American Traditions, (con Emily Cousins) Oxford University Press, 2001
- The Spiritual Legacy of the American Indian, World Wisdom; 1984; edizione commemorativa, 2007.

Per brevità, in questo elenco si omettono i libri esauriti e quelli ai quali Brown aveva contribuito con singoli capitoli.